# Aysha insulana
Aysha insulana är en spindelart som beskrevs av Arthur M. Chickering 1937. Aysha insulana ingår i släktet Aysha och familjen spökspindlar.
Artens utbredningsområde är Panama. Inga underarter finns listade.